# Екатериновка (Пестречинский район)
Екатериновка — село в Пестречинском районе Татарстана. Административный центр Екатериновского сельского поселения.

## География
Находится в северо-западной части Татарстана на расстоянии приблизительно 15 км на юго-восток по прямой от районного центра села Пестрецы у речки Ошняк.

## История
Основано в XVIII веке. В начале XX века уже была земская школа.

## Население
Постоянных жителей было: в 1859—267, в 1897—490, в 1908—582, в 1920—615, в 1926—660, в 1949—441, в 1958—332, в 1970—259, в 1979—191, в 1989—127 (русских — 70 %, татар — 29 %), в 2002—122 (русские 71 %), 97 в 2010.